# Wilmer Odefalk
Carl Peter Wilmer Odefalk, född 21 november 2004, är en svensk fotbollsspelare som spelar för Brommapojkarna.

## Karriär
Wilmer Odefalks moderklubb är IFK Stocksund. Som 10-åring gick han till IF Brommapojkarna men lämnade två år senare för spel i FC Djursholm. 2019 återvände han som 14-åring till Brommapojkarna. Odefalk tävlingsdebuterade den 16 juni 2021 i en 6–0-vinst över Tyresö FF i Svenska cupen, där han blev inbytt i halvlek mot Nils Wallenberg. Odefalk ligadebuterade den 29 oktober 2021 i en 3–0-förlust mot Täby FK i Ettan Norra, där han blev inbytt i den 78:e minuten mot Oscar Krusnell.
Inför säsongen 2022 blev Odefalk uppflyttad i A-laget och skrev på ett treårskontrakt. Han gjorde sitt första mål den 22 februari 2022 i en 1–1-match mot Halmstads BK i Svenska cupen. Odefalk gjorde sin Superettan-debut den 2 april 2022 i en 2–1-vinst över Västerås SK.
I december 2022 värvades Odefalk av Djurgårdens IF, där han skrev på ett fyraårskontrakt. I början av juli 2023 återvände Odefalk till Brommapojkarna.

## Karriärstatistik
| Klubb              | Säsong             | Liga               | Liga    | Liga | Svenska cupen | Svenska cupen | Övrigt  | Övrigt | Totalt  | Totalt |
| Klubb              | Säsong             | Division           | Matcher | Mål  | Matcher       | Mål           | Matcher | Mål    | Matcher | Mål    |
| ------------------ | ------------------ | ------------------ | ------- | ---- | ------------- | ------------- | ------- | ------ | ------- | ------ |
| IF Brommapojkarna  | 2021               | Ettan Norra        | 1       | 0    | 1             | 0             | —       | —      | 2       | 0      |
| IF Brommapojkarna  | 2022               | Superettan         | 27      | 1    | 4             | 1             | —       | —      | 31      | 2      |
| IF Brommapojkarna  | Totalt             | Totalt             | 28      | 1    | 5             | 1             | —       | —      | 33      | 2      |
| Djurgårdens IF     | 2023               | Allsvenskan        | 1       | 0    | 0             | 0             | —       | —      | 1       | 0      |
| IF Brommapojkarna  | 2023               | Allsvenskan        | 13      | 1    | 1             | 1             | 2       | 0      | 16      | 2      |
| IF Brommapojkarna  | 2024               | Allsvenskan        | 28      | 3    | 4             | 1             | —       | —      | 32      | 4      |
| IF Brommapojkarna  | Totalt             | Totalt             | 41      | 4    | 5             | 2             | 2       | 0      | 48      | 6      |
| Totalt i karriären | Totalt i karriären | Totalt i karriären | 70      | 5    | 10            | 3             | 2       | 0      | 82      | 8      |

1. ↑  Nedflyttningskvalmatcher mot Utsiktens BK.[12][13]